# Дітер Рамс
Дітер Рамс (нім. Dieter Rams) — німецький індустріальний дизайнер, розробник мінімалістичного дизайну продуктів Braun.

## Біографія
Дітер Рамс народився у Вісбадені, Німеччина у 1932 році. Його дідусь був теслею і мав вплив на малого хлопця. Досягнення Дітера у теслярстві підштовхнуло його навчатися архітектурі.
У 1955 році він влаштувався в компанію Braun для модернізації інтер'єрів фірми. Проте згодом перекваліфіковується на індустріальний дизайн продукції. Його першим відомим проєктом стає фонограф SK4 з чистою плексигласовою кришкою, що вийшов у 1956 році. Разом з командою він розробив багато побутових пристроїв та меблів. Автор 10-ти принципів дизайну.

## Галерея

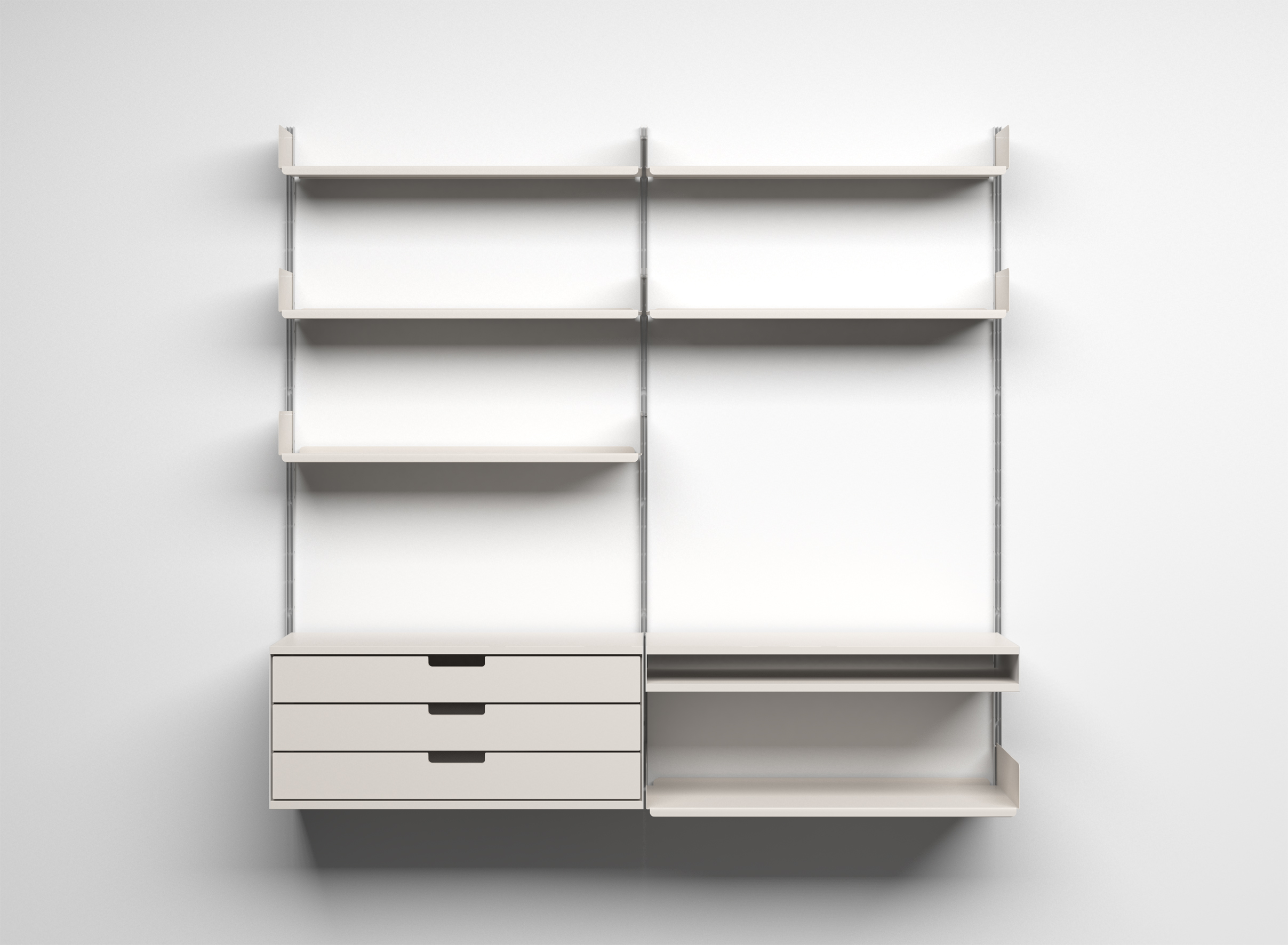
606 Універсальні полички, 1960
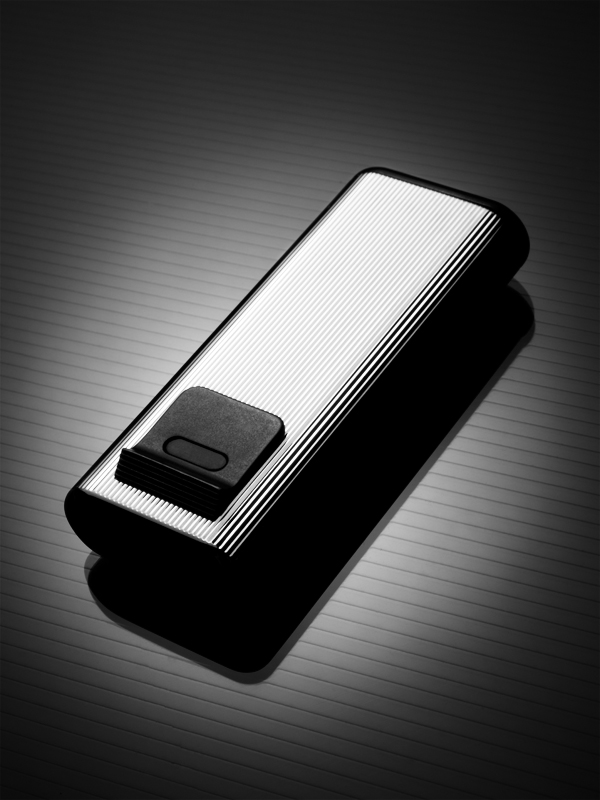
Braun запальничка
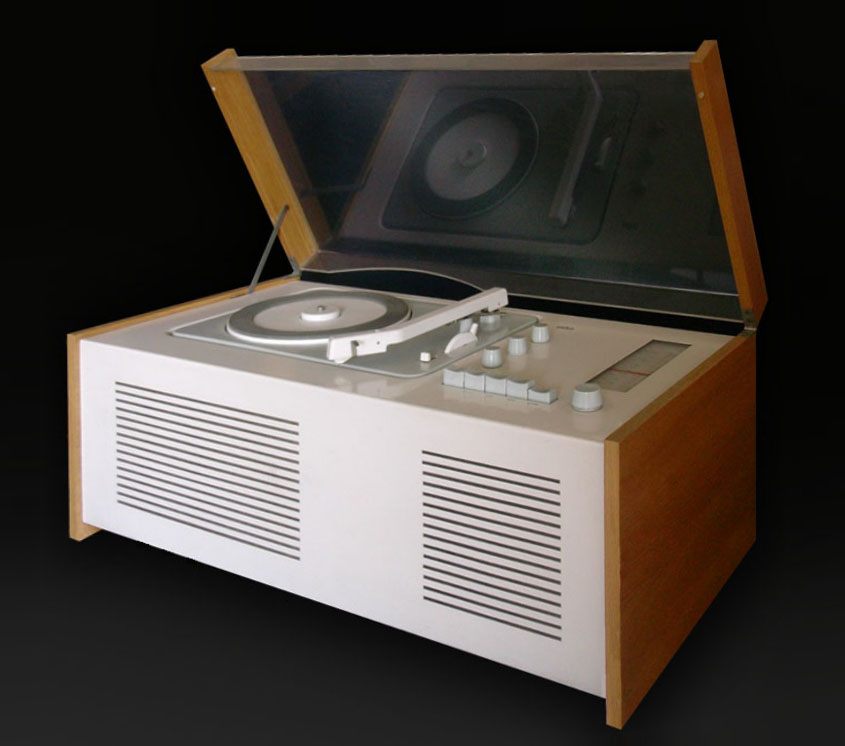
SK 61
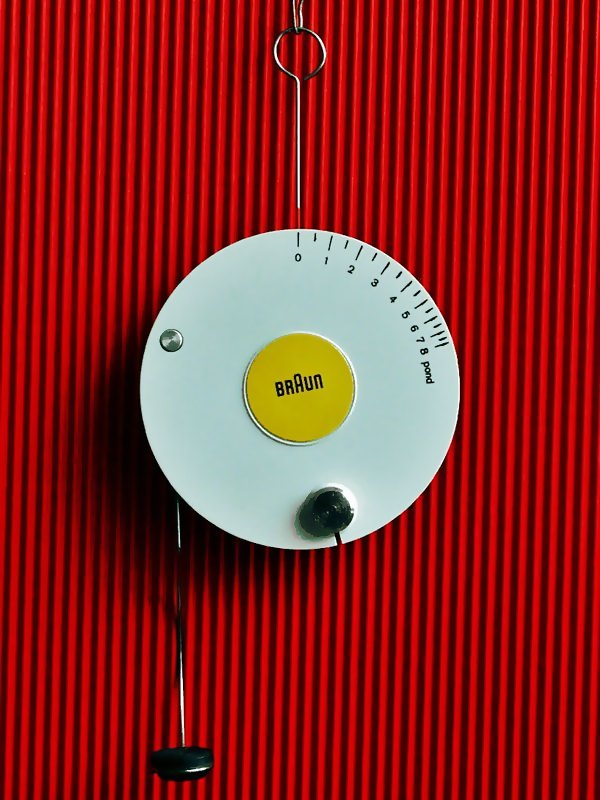
Tonarmwaage, 1962
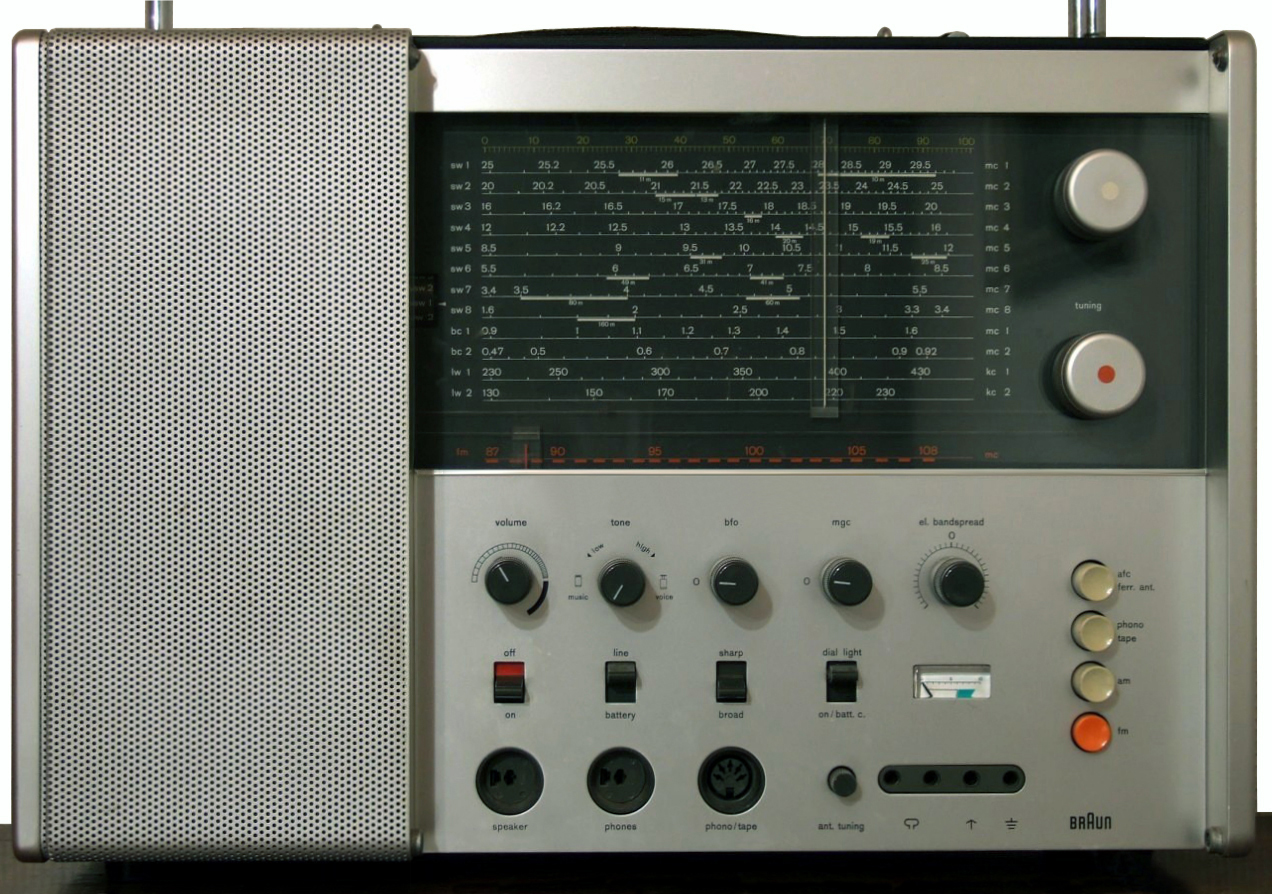
T 1000, 1963 T 1000 CD, 1968
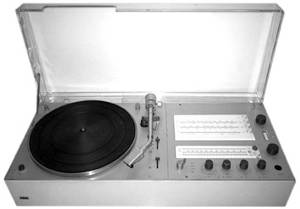
audio 310, 1971
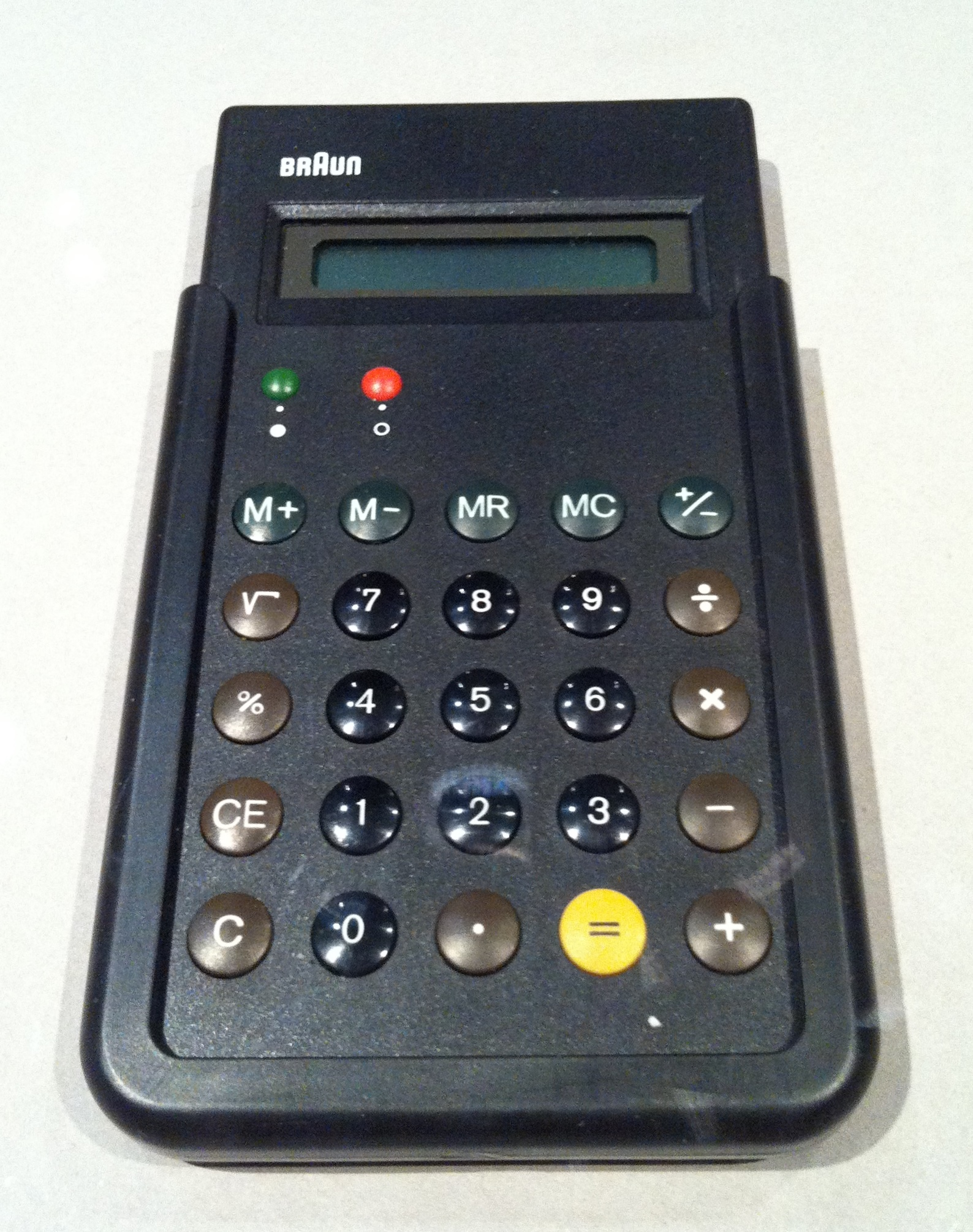
Калькулятор Braun ET66, 1987
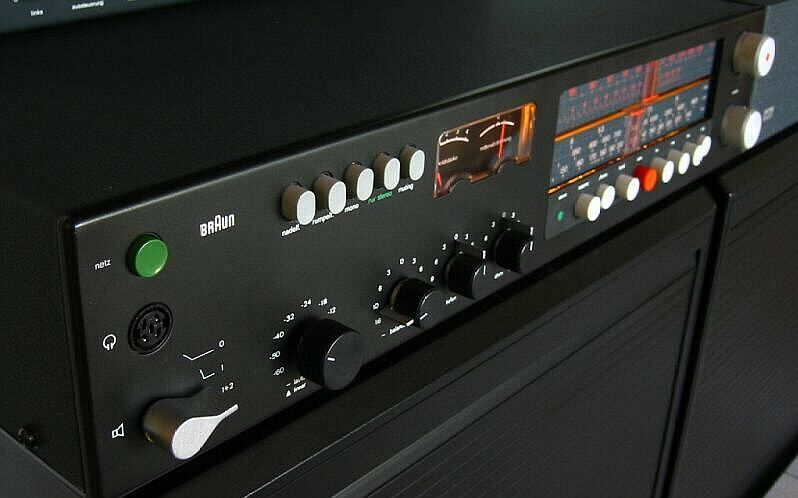
Приймач (Steuergerät) Braun Regie 510, 1972